# 绿色山槟榔
绿色山槟榔（学名：Pinanga viridis）为棕榈科山槟榔属下的一个种。其种加词“viridis”意为“绿色的”。
现接受名为变色山槟榔（Pinanga baviensis Becc., 1910）。